# 24422 Helentressa
24422 Helentressa este un asteroid din centura principală de asteroizi.

## Descriere
24422 Helentressa este un asteroid din centura principală de asteroizi. A fost descoperit pe 2 februarie 2000 la Socorro, New Mexico, în cadrul proiectului LINEAR. Asteroidul prezintă o orbită caracterizată de o semiaxă mare de 2,37 ua, o excentricitate de 0,04 și o înclinație de 6,5° în raport cu ecliptica.